# NGC 1013
NGC 1013 é uma galáxia espiral (S0-a) localizada na direcção da constelação de Cetus. Possui uma declinação de -11° 30' 24" e uma ascensão recta de 2 horas, 37 minutos e 50,4 segundos.
A galáxia NGC 1013 foi descoberta em 29 de Setembro de 1886 por Lewis A. Swift.